# ジェットスター・グループの就航都市
ジェットスター・グループはアジア太平洋地域の18の国・地域80都市以上に就航している。以下は2016年4月現在の就航都市の一覧。

## 就航路線
| IATA | 航空会社                   |
| ---- | -------------------------- |
| JQ   | ジェットスター航空         |
| 3K   | ジェットスター・アジア航空 |
| GK   | ジェットスター・ジャパン   |

|  | 拠点空港 |
|  | 就航予定 |
|  | 季節運航 |
|  | 廃止路線 |

この一覧は未完成です。加筆、訂正して下さる協力者を求めています。